# كأس الرأس الأخضر الوطني
كأس الرأس الأخضر الوطني (بالبرتغالية: Taça Nacional de Cabo Verde‏) ، هي بطولة وطنية رسمية لكرة القدم في الرأس الأخضر ، أسست سنة 2007 من قبل اتحاد الرأس الأخضر لكرة القدم.